# 延岡市の地名
延岡市の地名では、宮崎県延岡市の地名の一覧を記す。

## 現行の町名(旧延岡市)
現行の町名を、地区別・地区内は五十音順に列挙する。ただし、平成の大合併で編入した地区は含めない。
伊形地区
- 赤水町
- 旭ケ丘1丁目 - 6丁目
- 伊形町
- 石田町
- 上伊形町
- 北一ケ岡1丁目 - 4丁目
- 櫛津町
- 下伊形町
- 新浜町1丁目 - 2丁目
- 鯛名町
- 土々呂町1丁目 - 6丁目
- 松原町1丁目 - 4丁目
- 南一ケ岡1丁目 - 7丁目
- 妙見町

岡富地区
- 宇和田町
- 恵比須町
- 岡富町
- 岡富山
- 鹿狩瀬町
- 川原崎町
- 祇園町1丁目 - 2丁目
- 北小路
- 紺屋町1丁目 - 2丁目
- 幸町1丁目 - 3丁目
- 栄町
- 桜園町
- 昭和町1丁目 - 3丁目
- 瀬之口町1丁目 - 2丁目
- 高千穂通
- 富美山町
- 中川原町1丁目 - 5丁目
- 中の瀬町1丁目 - 2丁目
- 萩町
- 博労町
- 日の出町1丁目 - 2丁目
- 古川町
- 山下町1丁目 - 3丁目
- 山月町1丁目 - 5丁目
- 柚木町

川中地区
- 北町1丁目 - 2丁目
- 桜小路
- 新町
- 須崎町1丁目 - 2丁目
- 中央通り1丁目 - 3丁目
- 天神小路
- 中町1丁目 - 2丁目
- 東本小路
- 船倉町1丁目 - 2丁目
- 方財町
- 本小路
- 本町1丁目 - 2丁目
- 南町1丁目 - 2丁目
- 柳沢町1丁目 - 2丁目

恒富地区
- 安賀多町1丁目 - 5丁目
- 旭町1丁目 - 7丁目
- 愛宕町1丁目 - 3丁目
- 愛宕山
- 出北1丁目 - 6丁目
- 出口町
- 大瀬町1丁目 - 3丁目
- 沖田町
- 卸本町
- 春日町1丁目 - 3丁目
- 片田町
- 構口町1丁目 - 2丁目
- 上大瀬町
- 北新小路
- 共栄町
- 小野町
- 塩浜町1丁目 - 4丁目
- 新小路1丁目 - 2丁目
- 惣領町
- 伊達町1丁目 - 3丁目
- 恒富町1丁目 - 4丁目
- 鶴ケ丘1丁目 - 2丁目
- 永池町1丁目 - 2丁目
- 中島町1丁目 - 4丁目
- 長浜町1丁目 - 4丁目
- 西小路
- 浜砂1丁目 - 3丁目
- 浜町
- 東浜砂町
- 平原町1丁目 - 5丁目
- 古城町1丁目 - 5丁目
- 別府町
- 三須町
- 三ツ瀬町1丁目 - 2丁目
- 緑ケ丘1丁目 - 5丁目
- 若葉町1丁目 - 2丁目

東海地区
- 粟野名町
- 稲葉崎町1丁目 - 6丁目
- 追内町
- 大峡町
- 大門町
- 大武町
- 大野町
- 尾崎町
- 樫山町1丁目 - 3丁目
- 鹿小路
- 川島町
- 桑平町
- 神戸町
- 桜ヶ丘1丁目 - 3丁目
- 差木野町
- 佐野町
- 白石町
- 須佐町
- 東海町
- 夏田町
- 二ツ島町
- 祝子町
- 牧町
- 水尻町
- 宮長町
- 妙町
- 無鹿町
- 柚の木田町

南方地区
- 天下町
- 大貫町1丁目 - 6丁目
- 岡元町
- 小川町
- 貝の畑町
- 上三輪町
- 小峰町
- 下三輪町
- 高野町
- 中三輪町
- 西階町1丁目 - 3丁目
- 野地町1丁目 - 6丁目
- 野田1丁目 - 3丁目
- 野田町
- 平田町
- 細見町
- 舞野町
- 松山町
- 行縢町
- 吉野町

南浦地区
- 浦城町
- 熊野江町
- 島浦町
- 須美江町
- 安井町

## 町名の変遷(旧延岡市)
()内は旧町・大字名である。

### 町制施行から昭和の大合併まで
1889年、延岡町が発足し、以下の町が置かれる。
- 柳沢町
- 南町
- 中町
- 北町
- 元町
- 博労町
- 紺屋町
- 船倉町

1913年、船倉町から以下の町が分立する。
- 新町

1930年、岡富村・恒富村を編入し、大字を継承する。また、同じ頃に中心部の堀や河口の埋め立てにより、以下の町が発足する。
- 岡富（岡富村より）
- 方財島（岡富村より）
- 三須（恒富村より）
- 恒富（恒富村より）
- 出北（恒富村より）
- 本町（埋立）
- 船倉須崎（埋立）

1936年、伊形村・東海村を編入し、大字を継承する。
- 赤水（伊形村より）
- 鯛名（伊形村より）
- 櫛津土々呂（伊形村より）
- 伊福形（伊形村より）
- 大武（東海村より）
- 粟野名（東海村より）
- 稲葉崎（東海村より）
- 祝子（東海村より）
- 川島（東海村より）

昭和20年代、新たに以下の町が設置される。
- 瀬の口町(岡富より)
- 春日町（恒富より）
- 永池町（恒富より）
- 三ツ瀬町（恒富より）
- 南安賀多町1丁目 - 2丁目（恒富より）

1955年、南方村・南浦村を編入し、大字を継承する。
- 三輪（南方村より）
- 南方（南方村より）
- 大貫（南方村より）
- 浦尻（南浦村より）
- 須怒江（南浦村より）
- 熊野江（南浦村より）
- 島野浦（南浦村より）

### 大規模な町名の再編成
上の時点で以上の37町字が存在するが、1957年に、市内全域で町の再編がなされ、以下の町に再編される。取り消し線は、後述するとおり1960年に廃止された町名である。
- 赤水町(赤水)
- 安賀多町1丁目(恒富)
- 旭ヶ丘(伊福形)
- 旭町4丁目 - 7丁目(恒富)
- 愛宕町2丁目 - 3丁目(恒富)
- 愛宕山(恒富)
- 天下町(南方)
- 粟野名町(粟野名)
- 伊形町(伊福形)
- 石田町(伊福形)
- 出北町1丁目 - 2丁目(出北)
- 出口町(恒富)
- 稲葉崎町(稲葉崎)
- 浦城町(浦尻)
- 宇和田町(祝子)
- 恵比須町(岡富)
- 追内町(川島)
- 大峡町(川島)
- 大門町(粟野名)
- 大瀬町1丁目(恒富)
- 大武町(大武)
- 大貫町(大貫)
- 大野町(祝子)
- 岡富町(岡富)
- 岡富山(岡富)
- 岡元町(南方)
- 小川町(南方)
- 尾崎町(祝子)
- 貝の畑町(南方)
- 鹿狩瀬町(岡富)
- 樫山町(粟野名)
- 春日町
- 春日町1丁目(春日町)
- 鹿小路(川島)
- 片田町(恒富)
- 構口町1丁目 - 2丁目(恒富)
- 上伊形町(伊福形)
- 上大瀬町(恒富)
- 上三輪町(三輪)
- 川島町(川島)
- 川原崎町(岡富)
- 北小路(岡富)
- 北新小路(恒富)
- 北町1丁目 - 2丁目(北町)
- 共栄町(恒富)
- 祇園町1丁目 - 2丁目(元町)
- 櫛津町(櫛津土々呂)
- 熊野江町(熊野江)
- 桑平町(祝子)
- 神戸町(川島)
- 小野町(恒富)
- 小峰町(南方)
- 紺屋町1丁目 - 2丁目(紺屋町)
- 西小路(恒富)
- 幸町1丁目 - 3丁目(岡富)
- 栄町(岡富)
- 桜小路(岡富)
- 桜園町(岡富)
- 差木野町(川島)
- 佐野町(祝子)
- 塩浜町1丁目 - 2丁目(恒富)
- 島浦町(島野浦)
- 下伊形町(伊福形)
- 下三輪町(三輪)
- 昭和町1丁目 - 3丁目(岡富)
- 白石町(川島)
- 新小路1丁目 - 2丁目(恒富)
- 新町
- 須佐町(川島)
- 須崎町1丁目 - 2丁目(船倉須崎)
- 須美江町(須怒江)
- 瀬之口町1丁目 - 2丁目(瀬の口町)
- 惣領町(出北)
- 鯛名町(鯛名)
- 高千穂通(岡富)
- 高野町(南方)
- 伊達町1丁目 - 3丁目(恒富)
- 中央通1丁目 - 3丁目(北町・中町・南町・本町・柳沢町・船倉町・新町)
- 恒富町1丁目 - 4丁目(恒富)
- 天神小路(岡富)
- 東海町(川島)
- 土々呂町(櫛津土々呂)
- 富美山町(岡富)
- 永池町
- 中川原町1丁目 - 5丁目(岡富)
- 中島町1丁目 - 4丁目(恒富)
- 中の瀬町(岡富)
- 中町1丁目 - 2丁目(中町)
- 中三輪町(三輪)
- 長浜町(出北)
- 夏田町(祝子)
- 野地町(南方)
- 野田口町(岡富)
- 野田町(南方)
- 萩町(岡富)
- 浜砂町(岡富)
- 浜町(恒富)
- 博労町(博労町)
- 東浜砂町(出北)
- 東本小路(岡富)
- 桧山(祝子)
- 日の出町(岡富)
- 平田町(南方)
- 平原町1丁目 - 2丁目(恒富)
- 別府町(出北)
- 二ツ島町(川島)
- 船倉町1丁目 - 2丁目(船倉町)
- 古川町(岡富)
- 古城町1丁目 - 5丁目(恒富)
- 方財町(方財島)
- 祝子町(祝子)
- 細見町(南方)
- 本小路(岡富)
- 本町1丁目 - 2丁目(本町)
- 舞野町(南方)
- 牧町(粟野名)
- 松原町(伊福形)
- 松山町(南方)
- 三須町(三須)
- 水尻町(川島)
- 三ツ瀬町
- 緑ヶ丘(恒富)
- 南安賀多町1丁目 - 2丁目
- 南町1丁目 - 2丁目(南町)
- 宮長町(祝子)
- 妙見町(櫛津土々呂)
- 妙町(祝子)
- 行縢町(南方)
- 無鹿町(稲葉崎)
- 安井町(浦尻)
- 柳沢町1丁目 - 2丁目(柳沢町)
- 山下町1丁目 - 3丁目(岡富)
- 山月町(岡富)
- 柚木町(祝子)
- 柚の木田町(粟野名)
- 吉野町(南方)

1960年には続けて町名設置が行われた。以下の町ができている。()内は設置前の大字・町であり、いずれも同時に消滅している。
- 安賀多町2丁目 - 5丁目(南安賀多町1丁目 - 2丁目)
- 旭町1丁目 - 3丁目(恒富)
- 愛宕町1丁目(恒富)
- 大瀬町2丁目 - 3丁目(永池町)
- 春日町2丁目 - 3丁目(春日町)
- 永池町1丁目 - 2丁目(永池町)
- 三ッ瀬町1丁目 - 2丁目(三ツ瀬町)

### その後の町名設置
1967年には、以下の町に丁目が設定された。
- 旭ヶ丘1丁目 - 6丁目

1971年には、以下の町で町名が変更された。大半は丁目が設定されたというものであるため、新設の町名のみ旧町名を()書きで表示する。
- 稲葉崎町1丁目 - 6丁目
- 大貫町1丁目 - 6丁目
- 沖田町(塩浜町2丁目・平原町2丁目)
- 樫山町1丁目 - 3丁目
- 桜ヶ丘1丁目 - 3丁目(稲葉崎町・夏田町)
- 塩浜町1丁目 - 4丁目
- 新浜町1丁目 - 2丁目(旭が丘・松原町)
- 土々呂町1丁目 - 6丁目
- 中の瀬町1丁目 - 2丁目
- 長浜町1丁目 - 4丁目
- 若葉町1丁目 - 2丁目(片田町・平原町1丁目 - 2丁目)
- 野地町1丁目 - 6丁目
- 日の出町1丁目 - 2丁目
- 平原町1丁目 - 5丁目
- 松原町1丁目 - 4丁目
- 緑ヶ丘1丁目 - 5丁目
- 無鹿町1丁目 - 2丁目
- 山月町1丁目 - 5丁目
- 西階町1丁目 - 3丁目(大貫町・野地町・野田町)
- 北一ヶ岡1丁目 - 4丁目(下伊形町)
- 南一ヶ岡1丁目 - 7丁目(下伊形町)

以下は、その後住居表示が実施された地区である。
- 鶴ヶ丘1丁目 - 2丁目(1985年、沖田町・塩浜町2丁目・松原町4丁目)
- 卸本町(出北町1丁目 - 2丁目)
- 出北1丁目 - 6丁目(出北町1丁目 - 2丁目)
- 浜砂1丁目 - 3丁目(浜砂町)
- 野田1丁目 - 3丁目(野田町)

このうち、出北町1丁目 - 2丁目、浜砂町は現在消滅している。

## 平成の大合併
2006年から2007年にかけて平成の大合併により3町を編入した。北浦町と北川町は旧町名に続き従来の大字を表示しているが、北方町には大字が存在しないため、新たに大字を設定している。
なお、北方町は古くから、十二支の「子・丑・寅…」を地番の前につける符号として用いており、現在も新たな大字と地番の間に十二支を用いている。
- 北方町板上(戌)
- 北方町板下(戌)
- 北方町うそ越(子)
- 北方町笠下(寅)
- 北方町上崎(辰)
- 北方町上鹿川(申)
- 北方町川水流(卯)
- 北方町北久保山(子)
- 北方町蔵田(辰)
- 北方町三ケ村(午)
- 北方町椎畑(未)
- 北方町下鹿川(申)
- 北方町菅原(未)
- 北方町曽木(子)
- 北方町滝下(未)
- 北方町角田(丑)
- 北方町早上(巳)
- 北方町早中(巳)
- 北方町早日渡(巳)
- 北方町日平(未)
- 北方町藤の木(酉)
- 北方町二股(亥)
- 北方町槙峰(未)
- 北方町南久保山(卯・子)
- 北方町美々地(未)
- 北方町八峡(午)
- 北浦町市振
- 北浦町古江
- 北浦町三川内
- 北浦町宮野浦
- 北川町川内名
- 北川町長井